# Baggio Rakotonomenjanahary
Jhon Baggio Rakotonomenjanahary (sinh ngày 19 tháng 12 năm 1991), còn được biết với tên đơn giản John Baggio ở Thái Lan,
 là một cầu thủ bóng đá người Madagascar thi đấu cho câu lạc bộ Thái Lan Sukhothai, ở vị trí tiền vệ.

## Sự nghiệp
Rakotonomenjanahary từng thi đấu cho Academie Ny Antsika, Stade Tamponnaise, Concordia Basel, Old Boys và Sukhothai.
Anh ra mắt quốc tế cho Madagascar năm 2011.

### Bàn thắng quốc tế
Tỉ số và kết quả liệt kê bàn thắng của Madagascar trước.
| #  | Ngày                | Địa điểm                                        | Đối thủ  | Tỉ số | Kết quả | Giải đấu                            |
| -- | ------------------- | ----------------------------------------------- | -------- | ----- | ------- | ----------------------------------- |
| 1. | 8 tháng 10 năm 2011 | Sân vận động Addis Ababa, Addis Ababa, Ethiopia | Ethiopia | 2–2   | 2–4     | Vòng loại Cúp bóng đá châu Phi 2012 |